# Claus Stephani
Claus Stephani (* 25. Juli 1938 in Brașov) ist ein deutscher Schriftsteller, Ethnologe und Journalist.

## Leben
Weil Claus Stephani nach Beendigung der Grundschule (1952) wegen „ungesunder sozialer Herkunft“ (rumänisch origine socială nesănătoasă, wie es im kommunistischen Kaderjargon hieß) am Tagesgymnasium nicht angenommen wurde (wie damals auch andere Angehörige der ehemaligen Kronstädter Bourgeoisie), musste er 1952–1958 das Abendgymnasium besuchen. Grund dieser sozialen Diskriminierung: Sein Großvater mütterlicherseits (in Czernowitz) war österreichischer Offizier und sein Großvater väterlicherseits in Hermannstadt, Karl Johann Stephani, sei Großgrundbesitzer gewesen. Diese Stigmatisierung und Ausgrenzung betraf damals alle Angehörigen der ehemaligen rumäniendeutschen Bourgeoisie und des Stadtadels. Bedingung war nach den damaligen Bestimmungen die Vorweisung einer Arbeitsstelle. Folglich wurde er gezwungen, schon mit 15 Jahren als Elektriker, Maurer und Maschinensetzer zu arbeiten.
Zwischen 1960 und 1965 studierte Stephani Germanistik und Rumänistik an der Universität C. I. Parhon, Bukarest. Wegen Verweigerung zur Mitarbeit beim rumänischen Geheimdienst Securitate wurde er 1962 von der Universität exmatrikuliert und schloss danach sein Studium am Pädagogischen Institut ab. Er arbeitete kurzfristig als Deutschlehrer und Kustos im Kunstmuseum Simu in Bukarest. Zwischen 1967 und 1983 war er zunächst als Redakteur und von 1985 bis 1990 als stellvertretender Chefredakteur der deutschsprachigen Zeitschrift Neue Literatur (herausgegeben vom Rumänischen Schriftstellerverband) tätig. Als Redakteur konnte er 1978–1983 im Fernkurs an der Bukarester Journalistikfakultät der Academia „Ștefan Gheorghiu“ studieren.
Stephani debütierte 1969 mit dem Gedichtband „Frage der Concha“; 1975 erschien sein erster Prosaband mit satirischen Kurzgeschichten „Das Saurierfest“.
Ab Oktober 1966 war er Leiter des Bukarester Deutschen Literaturkreises, der zweimal im Monat seine Zusammenkünfte im Schriftstellerhaus „Mihail Sadoveanu“ (Casa Scriitorilor M. Sadoveanu) abhielt.
1968, zu Beginn der vermeintlichen „Tauwetterperiode“, als zahlreiche Intellektuelle, Künstler und Schriftsteller aus Überzeugung in die Rumänische Kommunistische Partei eintraten, in der Hoffnung, dass nun ein „Sozialismus mit menschlichem Angesicht“ folgen werde, entschloss sich auch Stephani zu diesem Schritt und wurde Mitglied der Rumänischen Kommunistischen Partei. Anfang März 1989 trat er aus Protest wieder aus.
Ab 1968 und während der 1970er und 1980er Jahre unternahm Stephani zahlreiche Feldforschungen in Siebenbürgen, nach Marmatien (Kreis Maramureș), im Sathmarer Land (Kreis Satu Mare) und in der Bukowina, um die Erzählfolklore der hier lebenden Deutschen und Juden auf Tonband aufzuzeichnen. Die meisten der damals etwa 2000 registrierten Texte erschienen dann im Laufe der Jahre in rund 30 Bänden mit Oral History, Lebensgeschichten, wissenschaftlichen Märchen- und Sagensammlungen und fanden ihren Niederschlag manchmal auch in seinem belletristischen Werk.
1971–1976 leitete Stephani den von ihm gegründeten „Poesie-Club“ im Bukarester deutschen Kulturhaus „Friedrich Schiller“. Damals brachte er auch die erste und einzige Publikation, die nicht der Zensur unterstand, heraus – die Novum-Hefte des Poesie-Clubs. Sie wurden nach zweijährigem Erscheinen 1973 von den Behörden verboten.
Als Leiter der deutschen Abteilung der Bukarester Volksuniversität (Universitatea Populara) in den Jahren 1973 bis 1978 wirkte er als Dozent in den Fachbereichen Volkskunde und Geschichte der modernen Kunst.
Als später die Schikanen der offiziell nicht mehr existierenden Zensur und der Behörden immer unerträglicher wurden, stellte Stephani im April 1989 mit seiner Familie den Antrag zur endgültigen Ausreise in die BRD. Erst nach der Wende durfte er im April 1990 emigrieren. Danach In München wurde er wissenschaftlicher Angestellter im Bayerischen Nationalmuseum, freier Mitarbeiter des Bayerischen Rundfunks, freier Schriftsteller, Ethnologe und Kunsthistoriker. Gleichzeitig belegte er ein Studium der Europäischen Ethnologie, der Kommunikationswissenschaften und der modernen deutschen Literatur an der Ludwig-Maximilians-Universität München, wo er 1995 mit dem Thema „Das Wassertal in Ostmarmatien. Erzählvorgang und Erzählfunktion in einem multikulturellen, gemischtethnischen Gebiet, dargestellt am Beispiel der Volksmärchen“ zum Dr. phil. promoviert wurde.
Er war 1992–2011 Vorsitzender der von ihm gegründeten Kommission für Ostjüdische Volkskunde in der DGV e. V. Buchveröffentlichungen hat er in Rumänien, Deutschland, Österreich, Italien, Polen, Mazedonien, in der Schweiz, und in den USA.

## Kontroverse um Anwerbung und Mitarbeit als IM der Securitate
Im Zuge der Diskussion um die Mitarbeit des Schriftstellers Oskar Pastior beim rumänischen Geheimdienst Securitate berichtete Stephani in seinem FAZ-Beitrag „Schwester Lüge, Bruder Schmerz“ von seiner eigenen Anwerbung und Tätigkeit als IM „Mircea Moga“. Er habe in Bukarest (nach zahlreichen Anträgen an die CNSAS) schließlich im August 2010 seine Akte 1961–1968/69 einsehen können, die „gesäubert“ und unvollständig gewesen sei. Am 30. Mai 1961 sei er verhaftet worden, um als Spitzel angeworben zu werden. Unter Androhung von Haft habe er die diktierte Verpflichtungserklärung unterschrieben. Er habe sich konkreten Erpressungsversuchen zur Zusammenarbeit widersetzt. Auf seiner Homepage führt Stephani an, dass auf dem Deckblatt seiner Personalakte 1961–1968/69 („Dosar personal“ R 203049) der Vermerk: „Refuz colaborare“ (deutsch: „Verweigerung der Mitarbeit“) deutlich zu lesen ist. Vor dem Staatsexamen weigerte er sich erneut, als IM zu arbeiten, so dass er damals ohne Diplom blieb.
Er habe insgesamt drei handschriftliche Berichte geschrieben. Diese von ihm irrtümlich gemachte Aussage hat er mittlerweile auf seiner Homepage korrigiert und aufgezeigt, dass diese drei Handschriften keine Berichte sind, sondern: die erwähnte „Verpflichtungserklärung“, die erzwungene Liste von Verwandten, Freunden und Bekannten sowie eine positive Charakterisierung eines Freundes, der den Pass für eine Auslandsreise beantragt hatte.
Die Securitate sei bereits 1963 zu dem Schluss gekommen, dass Stephani dem Geheimdienst nicht nützlich sei und habe ihn deshalb „wegen Unaufrichtigkeit“ ausgeschlossen. Die maschinenschriftlichen Berichte mit der ebenfalls maschinenschriftlichen Signatur „ss Moga“ und dem Namen des Offiziers stammten nicht von ihm. „Mircea Moga“ sei eine Attrappe und als solche eine Fratze der Rache wie jene der „Cristina“.
Stephani schließt mit den Worten, dass sein FAZ-Beitrag vielleicht „zu differenzierterem Denken, Nachdenken und Überdenken anregen [wird] – bevor jemand im Schnellverfahren von selbsternannten Richtern öffentlich beurteilt und verurteilt wird.“
Postwendend empörte sich die Literaturnobelpreisträgerin Herta Müller in dem Protestschreiben „Die Fortsetzung der Verleumdung“
gegen Stephanis Aussage, „’Mircea Moga’ sei eine Attrappe und als solche eine Fratze der Rache wie jene der ‚Cristina’“. Er habe damit „einen Vergleich zwischen seiner Täterakte und der Opferakte Herta Müllers gezogen“, die sie im Essay „Cristina und ihre Attrappe. Was (nicht) in den Akten der Securitate steht“ 2009 veröffentlicht hatte. Dort beschreibe sie „die Verleumdungsstrategie der Securitate“, insbesondere da mehrfach in ihrem beruflichen und persönlichen Umfeld der Verdacht gestreut wurde, sie sei ein Spitzel. „Aber wie kommt Claus Stephani dazu, seine Spitzeltätigkeit mit dieser Attrappe auf eine Stufe zu stellen?“
Stephani habe ferner gegenüber den Bespitzelten bis heute kein Bedauern geäußert. Diese und weitere schwerwiegenden pauschalen Vorwürfe wie z. B. „Claus Stephani, mir bekannt als einer der eifrigsten Spitzel der Securitate...“ oder: „Ich bin von Leuten wie ihm denunziert und verleugnet worden.“ hat Müller nicht belegt.
Um Stephanis angebliche IM-Tätigkeit in den 1970er und 1980er Jahren als „Moga“ zu „beweisen“, hatte William Totok schon im August 2010 ein Dokument, betitelt „NOTA“, veröffentlicht mit dem Kommentar, dieses sei eine Analyse der staatsfeindlichen Gedicht-Texte der Autoren der Aktionsgruppe Banat, erschienen in der Zeitschrift Neue Literatur, Heft Nr. 4, (wo Stephani selbst viele Jahre als Redakteur tätig war).
Diese „NOTA“, ausgestellt vom rumänischen Innenministerium, ist ein drei Seiten langes Dokument ohne Datum, Text und Unterschrift „Moga“ sind auf der Maschine geschrieben.Die Neue Literatur (Nr. 4/1974) im Visier der Securitate, in:
Peter Motzan (IKGS) erhob auf einer Tagung (November 2010)
ebenfalls den Vorwurf, Stephani sei der Spitzel mit Decknamen 'Moga' gewesen. Er verwies auf einen Beitrag von William Totok, der aus Gesprächsaufzeichnungen mit dem Führungsoffizier und Auszügen aus anderen Opferakten zweifelsfrei Stephanis Tätigkeit für die Securitate belege.
In seiner Entgegnung „Wer war eigentlich IM ‚Moga’?“
weist Stephani diese Vorwürfe zurück:
Warum sollte er jene Zeitschrift, für die er damals als Redakteur arbeitete, durch eine äußerst systemkritische Analyse gefährden, so dass sie eventuell verboten würde. Im selben Jahr, 1974, habe er die Anthologie „Befragung heute. Junge deutsche Lyrik in Rumänien“ herausgebracht. Warum sollte er fünf seiner Autoren, die er gefördert habe, denunzieren. Außerdem verantwortete primär die Zensur für jeden publizierten Text. Jener „Moga“ sei nicht er. Er schloss seine Stellungnahme mit den Worten: „Aufgrund solcher 'Beweise', die nur maschinegeschrieben vorliegen, nun eine medienweite Kampagne loszutreten, ist unverantwortlich.“
Weiter führt Stephani aus, dass der von Motzan zitierte Securitate-Rapport (Notă-Raport, 1976) über drei namentlich genannte Redaktionsmitglieder der Zeitschrift Neue Literatur berichte, darunter auch über ihn, Claus Stephani. Motzans Behauptung, oben genannter Bericht (1976) soll die Eröffnung des operativen Vorgangs der Securitate gegen ihn (Motzan) und damit seine persönliche Beschattung verursacht haben, widerlegt Stephani: Motzan stand laut eigener Aussage bereits seit 1969 unter Beobachtung der Securitate. In Motzans Beitrag ist zu lesen: „Im Zeitraum 1971–1989 haben 32 IM’s über mein ereignisarmes Dasein „referiert“, die meisten verfassten ihre Berichte in Handschrift. [...]“
Der Schriftsteller Richard Wagner wies die Stellungnahme Stephanis zurück. Er stützte sich dabei auf ein Antwortschreiben der CNSAS-Behörde, das er auf Anfrage erhalten hatte und in dem ihm mitgeteilt wurde, dass der Deckname „Marin“ Claus Stephani zugeschrieben sei.
Nachfolgende Bekanntmachung Wagners in der hjs-online vom 3. Februar 2011: „25. Januar 2011. Das Kollegium des Landesrates für das Studium der Securitateakten (CNSAS) enttarnt die Identität des inoffiziellen Mitarbeiters mit dem Decknamen ‚Marin’ als Claus Stephani.“ musste jedoch gemäß Gerichtsbeschluss am 8. März 2011 gelöscht werden.
Die Mitteilung an Wagner, dass Claus Stephani unter dem Codenamen „Marin“ geführt wurde, ist de facto keine „Enttarnung“. Von diesem Codenamen erfuhr Stephani selbst zum ersten Mal im November 2010.
In einem Presse-Interview erklärte Germina Nagat, Leiterin der Direktion für Überprüfungen in der CNSAS: „Ich wiederhole: Die CNSAS-Behörde urteilt nicht und schreibt auch niemandem diese Eigenschaft [des Kollaborateurs] zu [...].“
Auf seiner Homepage gibt Stephani bekannt, dass er bei der CNSAS-Behörde in Bukarest bisher nur seine Akte 1961–1968/69 einsehen durfte. Seine Akte 1970–1989 wird ihm, trotz wiederholter Anträge (insgesamt 26 Gesuche), verweigert.
Gegen die Behauptungen, er sei in den 1970er und 1980er Jahren für die Securitate tätig gewesen, hat Stephani vor Gericht geklagt: Gegen Stefan Sienerth (IKGS), gegen Richard Wagner und gegen die „Siebenbürgische Zeitung“ (München). Sowohl vom Landesgericht München I als auch vom Oberlandesgericht München wurde ihm in allen Verfahren Recht gegeben.
Der Schriftsteller und Bürgerrechtler Lutz Rathenow sah in dieser rumäniendeutschen Debatte über die Securitate-Vergangenheit eine „Mischung aus Aufklärungsversuch und Desinformationseifer. [...] Da wünschte man sich schon deutsche Verhältnisse und Sachgutachten einer halbwegs verlässlich arbeitenden Behörde. Und wir ahnen erst einmal, wie richtig der deutsche Weg war, die Akteneinsicht nicht in dieser Art der Privatisierung versacken zu lassen.“

## Publikationen (Auswahl)

### Belletristik
- Vor dem letzten Augenblick. Erzählungen aus verschwiegenen Zeiten. (Winsener Hefte: 35), Literaturverlag Hans Boldt: Winsen/Luhe 2012. ISBN 978-3-928788-74-8.
- Blumenkind. Roman. Schirmer/Graf: München 2009. ISBN 978-3-86555-067-5[22][23][24][25][26][27]
  - Jaldat Haprachim. Übersetzung ins Hebräische und Anmerkungen von Jonathan Nieraad. Dorit Keren Publishing: Tel Aviv, 2017. ISBN 978-965-7158-39-5.
  - Kobieta, którą porwał wiatr. Übersetzung ins Polnische des Romans „Blumenkind“. Nasza Księgarnia: Warszawa, 2012. ISBN 83-10-11896-1.
  - Copil din flori. Übersetzung ins Rumänische von Alexandra Hosu. Hasefer: Bukarest 2011. ISBN 978-973-630-240-4.
- Die seltsame Süße der Gastlichkeit. Geschichten aus Siebenbürgen. (Winsener Hefte: 25), Literaturverlag Hans Boldt: Winsen/Luhe, 2007. ISBN 978-3-928788-63-2.
- Stunde der Wahrheit. Erzählungen. Literaturverlag Hans Boldt: Winsen/Luhe, 2007. ISBN 978-3-928788-61-8.
- Draußen singt Dorkia. Lyrische Marginalien. Kriterion Verlag: Bukarest 1985.
- Manchmal im Ostwind. Roman. Kriterion Verlag: Bukarest 1977
- Ruf ins offene Land. Lyrische Texte. Kriterion Verlag: Bukarest 1975
- Befragung heute. Junge deutsche Lyrik in Rumänien (Hg.). Kriterion Verlag: Bukarest 1974
- Das Saurierfest. Satirische Prosa. Kriterion Verlag: Bukarest 1970
- Frage der Concha. Gedichte. Jugendverlag: Bukarest 1969

### Wissenschaftliche Märchen- und Sagensammlungen
- Ostjüdische Märchen (Reihe: Die Märchen der Weltliteratur). Eugen Diederichs Verlag: München 1998. ISBN 3-424-01397-8. Seit 2014 als E-Book (Kindle Edition) bei Random House Bertelsmann.[28] ISBN 978-3-641-13938-4.
  - Приказни на евреите од источна Европа. Приредил Клаус Штефани. Превод од германски Стефан Симовски. Огледало: Скопје, 2010. Übersetzung ins Mazedonische.[29] ISBN 978-9989-686-38-2.
  - Basme evreiești. Culese pe meleagurile Carpților. Übersetzung ins Rumänische von Ruxandra G. Hosu. Hasefer: Bukarest, 2004 (ISBN 973-630-054-4); und die zweisprachige Ausgabe (rumänisch-deutsch): Aaron cel curajos. Povestiri populare evreiești din zona Carpaților. / Vom mutigen Aaron. Jüdische Geschichten aus den Karpaten. Übersetzung R. G. Hosu. Hasefer: Bukarest, 2008 (ISBN 978-973-630-171-1).
  - Fiabe e leggende ebraiche. Traduzione di Eleonora Marcello. Newton & Compton Editori: Roma, 2001, ISBN 88-8289-628-5, und Edizione Mondolibri: Milano, 2006.
- Sagen der Rumäniendeutschen. Eugen Diederichs Verlag: München 1994. ISBN 3-424-01224-6.
- Märchen der Rumäniendeutschen. (Reihe: Die Märchen der Weltliteratur). Eugen Diederichs Verlag: München 1991. ISBN 3-424-01047-2.
- Zipser Mära und Kaßka. (Schriftenreihe der Kommission für ostdeutsche Volkskunde in der DGV e. V.: Bd. 43). N. G. Elwert Verlag: Marburg 1989. ISBN 3-7708-0921-1.
- Das Mädchen aus dem Wald. Märchen, Sagen und Ortsgeschichten. Ion Creangă Verlag: Bukarest 1985
  - The Maiden of the Forest. Legends, Tales and Local History of Bukovina. Translated by Sophie A. Welisch. Published by The Bukovina Society of the Americas: Ellis/Kansas, 2008.
- Volksgut der Sathmarschwaben. (Schriftenreihe der Kommission für ostdeutsche Volkskunde in der DGV e. V.: Bd. 32). N. G. Elwert Verlag: Marburg 1985. ISBN 3-7708-0814-2.
- Volkserzählungen der Zipser in Nordrumänien. (Schriftenreihe der Kommission für ostdeutsche Volkskunde in der DGV e. V.: Bd. 29). N. G. Elwert Verlag: Marburg 1983. ISBN 3-7708-0758-8.
- Die Sonnenpferde. Volkserzählungen aus dem Zekescher Land. Ion Creangă Verlag: Bukarest 1983
- Jüdische Hirtengeschichten aus dem Wischauer Land (Ostmarmatien). Edition Karpaten: Ravensburg, 1983
- Eichen am Weg. Volkserzählungen der Deutschen aus Rumänien. Dacia Verlag: Cluj-Napoca, 1982
- Das goldene Horn. Sächsische Sagen und Ortsgeschichten aus dem Nösnerland. Ion Creangă Verlag: Bukarest 1982
- Zipser Volkserzählungen aus der Maramuresch, der Südbukowina und dem Nösner Land. Kriterion Verlag: Bukarest 1981
- Tal der stummen Geigen. Volkserzählungen aus dem Oascher und Sathmarer Land. Ion Creangă Verlag: Bukarest 1979
- Die steinernen Blumen. Burzenländer sächsische Sagen und Ortsgeschichten. Ion Creangă Verlag: Bukarest 1977

### Oral History
- A fost un ștetl în Carpați. Convorbiri despre viața evreilor din Vișeu. Traducere din limba germană de Ruxandra G. Hosu. Editura Hasefer: București, 2005. ISBN 973-630-089-7.
- Sathmarschwäbische Lebensgeschichten. (Schriftenreihe der Kommission für ostdeutsche Volkskunde in der Deutschen Gesellschaft für Volkskunde e. V.: Bd. 66) N. G. Elwert Verlag: Marburg 1993. ISBN 3-7708-1019-8.
- Niemandmensch. Bericht einer Gedemütigten. (dtv-Sachbuch; 30324). Deutscher Taschenbuch Verlag: München 1992. ISBN 3-423-30324-7.
- War einer Hersch, Fuhrmann...Leben und Leiden der Juden in Oberwischau. Erinnerungsgespräche. Athenäum Verlag: Frankfurt/M., 1991. ISBN 3-445-08562-5.[30]
- Frauen im Wassertal. Rumäniendeutsche Frauen erzählen. Lebensprotokolle aus Ostmarmatien. (dtv-Sachbuch; 11255) Deutscher Taschenbuch Verlag: München 1990. ISBN 3-423-11255-7.
- Wie das Wiesengras im Wind. Frauenschicksale. Protokolle. Dacia Verlag: Cluj-Napoca, 1986
- Es war immer Arbeit im Holz. Ein Tag im Leben des Anton Joseph Langenthaler (V). Lebensbericht aus Mariensee/Cârlibaba. In: Neue Literatur (Bukarest), 27/1, 1976, S. 61–64.
- Das tägliche Brot (VI). Ein Tag im Leben des P.M. [Paul Moser, Weißbäcker, Rosenau/Râșnov]. In. Neue Literatur (Bukarest), 27/2, Febr. 1976, S. 43–46.
- Ich muss sehr schnell arbeiten (VII). Ein Tag im Leben des M.Sch. [Michael Schindler, Facharbeiter, Schirkanyen/Șercaia]. In: Neue Literatur (Bukarest), 27/3, März 1976, S. 50–53.
- Zehn oder zwölf Stunden unterwegs (VIII). Ein Tag im Leben des O.-E.Sch. [Otto-Eberhard Schuster, Facharbeiter, Bistritz/Bistrița]. In: Neue Literatur (Bukarest), 27/4, April 1976, S. 44–46.
- Jetzt lern ich noch ein Handwerk (IX). Ein Tag im Leben des W.B. [Wilhelm Bartesch, Glaser, Kronstadt/Brașov]. In: Neue Literatur (Bukarest), 27/6, Juni 1976, S. 45–48.
- Ich lern nämlich für die Meisterschule (X). Ein Tag im Leben des K.H. [Karl Heilmann, Schlosser, Hermannstadt]. In: Neue Literatur (Bukarest), 27/7, Juli 1976, S. 62–65.
- Wenn die Kinder dich beim Tor begrüßen (XI). Ein Tag im Leben des H.M. [Hans Moser, Spezialschlosser, Tartlau/Prejmer]. In: Neue Literatur (Bukarest), 27/8, Aug. 1976, S. 24–27.
- Wenn ich von meiner Arbeit sprech (XII). Ein Tag im Leben des J.H. [Josef Hagel, Forstbaustellenleiter, Oberwischau/Vișeu de Sus]. In: Neue Literatur (Bukarest), 27/9, Sept. 1976, S. 15–19.
- Kann man das erzählen …? (I). Ein Tag im Leben des E.M. [Ewalt Metter, Möbeltischler, Zeiden/Codlea]. In: Neue Literatur (Bukarest), 26/8, Aug. 1975, S. 5–9.
- Jeder hat seine Gedanken (II). Ein Tag im Leben des W.T. [Willi Theiß, Kesselschmied, Hermannstadt/Sibiu]. In: Neue Literatur (Bukarest), 26/9, Sept. 1975, S. 24–28.
- Das sind nur meine Ideen (III). J.B. erzählt über seine Rückkehr nach Großpold [Joseph Bacher, Kellermeister, Großpold/Apoldu de Sus]. In: Neue Literatur (Bukarest), 26/11, Nov. 1975, S. 75–79.
- Die Kunst ist mein zweites Fach (IV). Ein Tag im Leben des R.K. [Rudi Karlicek, Eisendreher, Reschitz/Reșița]. In: Neue Literatur (Bukarest), 26/12, Dez. 1975, S. 52–56.
- Erfragte Wege. Zipser Texte aus der Südbukowina. Kriterion Verlag: Bukarest 1975
- Oben im Wassertal. Eine Zipser Chronik. Kriterion Verlag: Bukarest 1970

### Volkskunde, Kunstgeschichte
- „Grüne Mutter Bukowina“. Deutsch-jüdische Schriftsteller der Bukowina. Eine Dokumentation in Handschriften, Büchern und Bildern. Katalog. Haus des Deutschen Ostens: München 2010. ISBN 978-3-927977-27-3.
- Rückkehr zur Tradition. Aspekte der Wandlung von Identität und Lebensweise im rumänischen Judentum nach der Wende 1990. In: Freiburger Sozialanthropologische Studien, hg. von Christian Giordano (Universität Fribourg, Schweiz), 2008.
- Das Bild des Juden in der modernen Malerei. Eine Einführung. / Imaginea evreului in pictura moderna. Studiu introductiv. Traducere in limba romana de Ion Peleanu. (Zweisprachige Ausgabe.) Editura Hasefer: Bucuresti, 2005. ISBN 973-630-091-9.
- Kostbarkeiten siebenbürgischer Töpferkunst. Begleitbuch zur Ausstellung der Sammlung Hans W. Gabányi (Veröffentlichungen des Hauses des Deutschen Ostens: Bd. 9), Kastner & Callwey: Forstinning, 1998. ISBN 3-927977-11-X.
- Zeugen aus dem ostjüdischen Alltag. Hausrat und Handwerk am Rande der Karpaten. Eine Dokumentation in Schriften, Objekten und Bildern. Begleitheft zur Ausstellung Alltägliches Erzählen im östlichen Judentum am Institut für Germanistik, Karl-Franzens-Universität, Graz 1996.
- Das Wassertal in Ostmarmatien. Erzählvorgang und Erzählfunktion in einem multikulturellen, gemischtethnischen Gebiet, dargestellt am Beispiel der Volksmärchen'. Dissertation. (Schriftenreihe der Kommission für ostdeutsche Volkskunde in der Deutschen Gesellschaft für Volkskunde e. V., Kiel: Bd. 1). Steffen Kaiser: München 1996.
- Hans Mattis-Teutsch (1884-1960). Grafiken, Schriften, Zeitdokumente. Katalog. Haus des Deutschen Ostens: München 1993. ISBN 3-927977-06-3.
- Phantastische Wesen in Mythen und Sagen. Versuch einer vergleichenden Deutung in der Volkserzählung der Zipser und Ukrainer Nordrumäniens. In: Dacoromania. Jahrbuch für östliche Latinität, 6,1981-1982. Freiburg / München, 1982.
- Töpferkunst der Deutschen in Rumänien. Bibliographie. Keramik-Freunde der Schweiz / Amis de la Céramique, Neujahrsgabe, 1972. Zürich: Verlag und Schriftenreihe des Schweizer Landesmuseums.